# 能條伸樹
能條 伸樹（のうじょう のぶき、1930年10月18日 - 2016年2月4日）は、日本の詩人、農業ジャーナリスト。

## 来歴
東京都出身。
旧制中学校入学時に父の転勤で北海道札幌市に移る。卒業後上京し、参議院速記者養成所を卒業。1951年より北海道に戻って北海タイムスで速記者となり、のちに同社の記者として勤務するかたわら詩作を行う。札幌市歌「市民の歌」の作詞者としても知られる。
北海タイムス帯広支社長・本社総務部長などを経て退社。1983年よりホクレン農業協同組合連合会にて広報ホクレンの編集長を務めた。
息子は北海道教育大学岩見沢校教授の能條歩で、共著『父と子の20代詩集』がある。

## 著書

### 詩集
- 「薄明に呼ぶ」
- 「父と子の20代詩集」

### エッセイ集
- 「農と食の窓辺」
- 「北風ちゃんねる」